# L'Œuvre d'art international
L'Œuvre internationale, devenue L'Œuvre d'art international, est une revue d'art et de littérature mensuelle française, fondée à Paris et disparue en 1913.
Elle s'efforça d'ouvrir ses pages à de très jeunes créateurs de toutes origines.

## Histoire de la revue

### Première série (1898-1900)
Au printemps 1898, un jeune poète, Jean Sévère, collaborateur au Procope, journal parlé fondé par Georges Millandy, en lisière du courant symboliste et du décadentisme, fonde L'Œuvre internationale à Paris, au 16 rue Saint-Gilles. Sa profession de foi est assez originale : la revue se veut d'abord polyglotte, accueillant des textes en plusieurs langues, puis pacifiste et humaniste, un idéalisme qui détonne, au moment où l'actualité et l'opinion publique se focalisent sur l'affaire Dreyfus. Revue mensuelle, elle accueille dans un premier temps les plumes de Marc Legrand, et les dessins de Richard Barabandy. Dans les mois qui suivent, Sévère ouvre sa revue à « tous les militants de la pensée » : on y découvre les signatures du vieux pacifiste Frédéric Passy et de l'historien du protestantisme Charles Read, de l'espérantiste Gabriel Chavet, de l'anar' Jean Grave, de chansonniers comme Marcel Legay ou Horace Valbel, de poètes inclassables comme René-Albert Fleury, de sculpteurs comme l'italien Carmelo Cernigliari-Melilli et Alexandre Charpentier, d'un autre Italien, Francesco Zeppa, qui est en réalité le mouleur d'Antoine Bourdelle et son plus proche collaborateur, ainsi que d'autres artistes illustrateurs comme les Américains Edward Frederick Ertz et William James Glackens, Maximilien Luce, et de jeunes débutants comme André Rouveyre ou Raoul Thomen. Cet « internationalisme littéraire » est salué par de rares journaux comme La Lanterne, La Presse, et L'Aurore. Cosmopolite, flirtant avec la sociologie, l'anarchisme et le théâtre, la revue poursuit avec régularité sa parution jusqu'en 1900, organisant des soirées chantées et des conférences, et fondant même une maison d'édition, la Bibliothèque de l'Œuvre internationale, publiant Sévère, Melilli et le premier roman de Marcel Clavié (1873-1963), originaire de Montauban et dont le rôle ici va être déterminant.

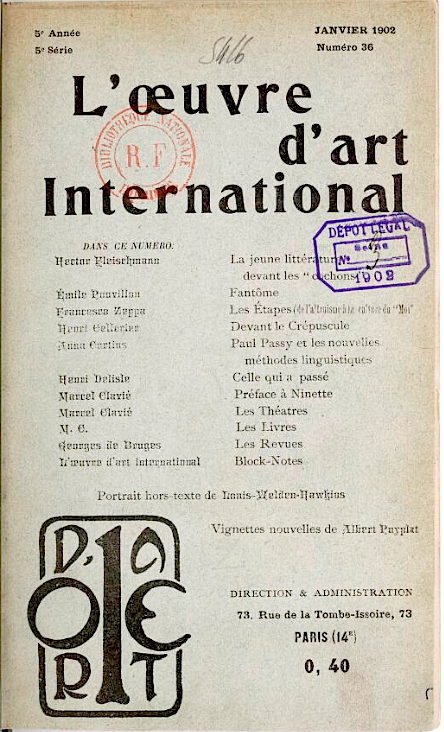
Couverture de janvier 1901.

En juin 1900, Francesco Zeppa reprend la direction de la revue, et nomme secrétaire Eugène Châtelain. L'adresse du siège devient le 25 rue Le Marois. Dans la presse, Louis Marsolleau rend hommage à cette « vaillante petite revue, ouverte à tous, et unique en son genre ».

### Deuxième série (1901-1905)

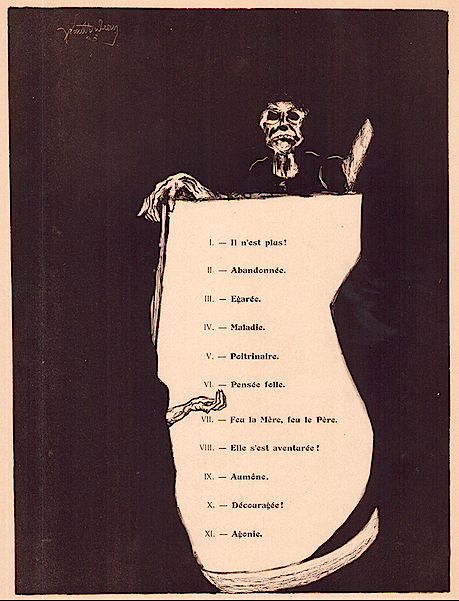
Sommaire lithographié pour Les Malheureuses (1903) de Jean-Paul Dubray.

En janvier 1901, la revue change de titre qui devient L'Œuvre d'art : international et passe à 40 centimes : Zeppa prend comme rédacteur en chef Roger Lauresky, et comme secrétaire le valeureux Jean Doyen, qui laisse bientôt sa place à Marcel Clavié. L'adresse du siège de la rédaction devient le 97 bis rue Notre-Dame-des-Champs. Le premier numéro de cette nouvelle série ne brille pas par la renommée de ses plumes — on y trouve de nombreux inconnus – avec toutefois un inédit de Giosuè Carducci, des hors-textes reprogravés en noir et blanc signés Louis Welden Hawkins et des vignettes de Albert Édouard Puyplat. Faisant désormais 32 pages et vendue bientôt 50 centimes, la revue de Zeppa conserve la même ligne que celle forgée par Sévère, en ouvrant ses portes à de plus jeunes poètes encore. En octobre suivant, elle entame un nouveau programme éditorial en lançant les Éditions de « l'Œuvre d'art international ». Zeppa y publie Les Âmes inquiètes, un drame en trois actes, qu'il a écrit en italien et fait illustrer par Ertz et Puyplat. Peu avant l'été, L'adresse de la revue change à nouveau et devient la 73 rue de la Tombe-Issoire : c'est l'adresse de Clavié. Parmi les jeunes qu'accueillent Lauresky et Clavié, on croise le nom de Mécislas Golberg, Laurence Jerrold, Touny Lérys, Alexandre Mercereau (« Eshmer-Valdor »), Émile Pouvillon, témoignant d'un éclectisme résolu, entre sensibilité anarchiste, militantisme occitan, ouverture à l'âme belge, etc. Alors que Lauresky claque la porte pour s'en aller fonder La Flamme, durant l'été 1902, le critique Maurice Le Blond, un proche de Zola, considère la revue de Zeppa comme l'une des vitrines de la « jeune poésie » défendant un Art social en ce début de siècle, aux côtés de L'Effort, de La Libre Esthétique ou de la Revue d'art dramatique. Depuis janvier 1902, c'est en effet Marcel Clavié qui a pris la direction littéraire : il doit composer avec Zeppa, par ailleurs accaparé par son travail avec Bourdelle, lequel collabore également à la revue. Clavié, qui n'oublie pas d'éditer ses propres textes sous l'enseigne des éditions de sa revue, convoque des textes d'Élisée Reclus et de Maurice Magre, ne peut éviter l'incontournable Félicien Champsaur (qui fut illustré par Bourdelle), fait traduire des auteurs russes comme Tolstoï et Gorki, et renforce les liens avec la Belgique en publiant Hector Fleischmann. Surtout, et sans doute grâce à Bourdelle, il tente de lancer un programme de publications d'estampes : Hawkins est chargé de composer une galerie de portraits d'artistes et d'écrivains proches de la revue, tandis que Maurice Robin y livre ses premiers crayons.
Alors que la rédaction migre au 33 rue de Constantinople, les années 1903 et 1904 présentent un tournant artistique pour la revue qui se lance dans l'édition d'un portfolio intitulé Les Malheureuses, une suite lithographiée au pinceau composée par Jean-Paul Dubray (1883-1940), un temps secrétaire de Laurent Tailhade, travail poignant inspiré de femmes enfermées et soignées à Bicêtre. Cette édition fit grand bruit : soutenue entre autres par Octave Mirbeau, Bourdelle, Camille de Sainte-Croix, Octave Uzanne, Gustave Kahn, Jules Guédy, Félix Fénéon, elle suscita la curiosité mais aussi la colère, et n'eut pas de lendemain : le coût de l'opération se révéla trop élevé ; la revue doit augmenter son prix qui passe à 60 centimes. Dans la livraison du 20 mai 1903, la revue annonce la publication d'un ouvrage de Ricciotto Canudo, Exégèses. Livre premier : vers l'âme du sphinx, préfacé par Gabriel Tarde et illustré par Ardengo Soffici : il ne paraîtra pas. Dès l'année suivante, la revue est en effet moins ambitieuse, réduisant la voilure en termes de suppléments, mais demeure tout aussi avant-gardiste et proche d'une sensibilité anarcho-syndicaliste : elle ouvre ses pages à Alexis Mérodack-Jeaneau et à Séverin Rappa. Par ailleurs, on note que le secrétariat revient à Gaston Syffert (1881-1969), un jeune poète très sensible au syndicalisme et aux idées socialistes : la revue publie ainsi Le Drapeau rouge, l'hymne socialiste polonais.

### Troisième et dernière série (1905-1913)
En février 1905, Clavié décide de revenir au premier titre de la revue, L'Œuvre internationale et ouvre ses pages à Tola Dorian. En octobre, le siège déménage au 6, rue Cardinet. L'année suivante, il publie une biographie de Benjamin Godard aux éditions de la revue, qui, curieusement, conserve la même raison sociale (« Éditions de l’Œuvre d’art international »). La revue ne semble plus être que l'ombre d'elle même. L'un des derniers textes parus date de septembre 1913, Réflexions d'un passant, signé Clavié, avec comme dernière adresse le 17 rue Guyot.

## Postérité
Charles Vildrac ne fut pas tendre avec cette revue : alors qu'il y contribua, avant de partir fonder le phalanstère de l'abbaye de Créteil en 1906, embarquant au passage et entre autres Alexandre Mercereau et Maurice Robin, il témoigne : « Valery Larbaud parle de la revue L'Œuvre d'art international comme d’une grande entreprise. Il cite ses fondateurs : Marcel Clavié, Francesco Zeppa. J’ai connu tout ça. C'était minable et vide. La dernière des petites revues qui pullulaient alors ».

## Autres collaborateurs
- Juliette Adam
- Valentine de Saint-Point
- René-Jean[16]
- Victor Méric[17]
- Jules Troubat
- Arnold Van Gennep[18]